# 爱华镇
爱华镇，是中华人民共和国云南省临沧市云县下辖的一个乡镇级行政单位。

## 行政区划
爱华镇下辖以下地区：
爱华社区、草皮街社区、新云洲社区、毛家村社区、永胜村、德胜村、河湾村、平掌村、水磨村、勐勐村、忙回村、田心村、河中村、安河村、丙山村、长坡岭村、夏家箐村、中良子村、大树村、独木村、河外村、南河村、小忙兔村、头道水村、石房村、黑马塘村、刘家箐村、垭口田村、新寨村、箐口村、中岭岗村、大邦卡村和昔汉村。